# Alexis Agrafiotis
Alexis Agrafiotis (* 1970 in Salzburg) ist ein deutsch-griechischer Komponist, Dirigent und Pianist.

## Leben
Alexis Agrafiotis ist Sohn von Evangelia Syngelakis und des Dirigenten Dimitris Agrafiotis. Bald nach seiner Geburt in Salzburg siedelte die Familie nach Reutlingen über, wo sein Vater Chefdirigent des Schwäbischen Symphonieorchesters wurde. 1978 folgte der Umzug nach Ettlingen, wo er die Grundschule und das Albertus-Magnus-Gymnasium besuchte. Die letzten beiden Jahre des Gymnasiums besuchte er an der Deutschen Schule Athen (Abitur 1989).
Er absolvierte das Studium im Fach Klavier am Athener Konservatorium „Athenaeum“ und studierte an der Hochschule für Musik und darstellende Kunst Wien Orchesterdirigieren bei Uros Lajovic und Komposition bei Erich Urbanner (magister artium 1995 und 1996). Er besuchte Kurse bei Roland Seiffarth, Péter Eötvös und Karl Österreicher und war Assistent von Gunther Schuller, Rüdiger Bohn und Hans Drewanz. Stationen als Solorepetitor und Dirigent führten ihn an die Theater in Görlitz, Lübeck, Bern, Zeitgenössische Oper Berlin und das Theater Bielefeld. Von 2011 bis 2017 war er als Studienleiter und Kapellmeister am Mainfranken Theater Würzburg engagiert. Im Dezember 2017 ging er als Solorepetitor und Dirigent zum Staatstheater Braunschweig und ist dort seit der Spielzeit 2019/20 als Studienleiter und Kapellmeister verpflichtet.
Als Gastdirigent hat er mit dem Tonkünstlerorchester Wien, dem Karlsbad Sinfonieorchester (Tschechien), der Philharmonie Győr (Ungarn), dem Preußischen Kammerorchester Prenzlau und dem Philharmonischen Orchester der Städte Ulm und Lübeck zusammengearbeitet und ist Gastdirigent aller bedeutenden Orchester Griechenlands: Stadtorchester Thessaloniki, Staatsorchester Thessaloniki, Staatsorchester Athen, Rundfunkorchester Athen und Nationaloper Athen. 2006 bis 2007 war er Chefdirigent des Symphonieorchesters der Stadt Volos in Griechenland.
Er ist auch in der Lehre tätig: Von 2004 bis 2006 hatte er Lehraufträge an den Musikhochschulen in Bremen (Gesangsabteilung) und Weimar (Opernstudio), wieder in Bremen von 2007 bis 2011 und vom WS 2012/13 bis zum SS 2022 an der Hochschule für Musik Würzburg.
Als Pianist ist er unter anderem mit Konzerten von Wolfgang Amadeus Mozart, Ludwig van Beethoven, Alexander Skrjabin und Richard Strauss (Burleske) aufgetreten. Die Klavierkonzerte von Robert Schumann und Arthur Honegger (Concertino) hat er gleichzeitig vom Klavier aus geleitet. Zudem ist er als Liedbegleiter tätig.
Sein Werk umfasst Kammermusik, Vokalmusik, Werke für Orchester (darunter zwei Klavierkonzerte) und Theatermusik. In Baden-Baden hatte er einen Arbeitsaufenthalt im Brahmshaus. Er ist Mitglied des Griechischen Komponistenverbandes.
Ein Schwerpunkt seiner Arbeit liegt in der zeitgenössischen Musik. Als Dirigent hat er wiederholt Konzerte mit ausschließlich Neuer Musik mit dem Staatsorchester Thessaloniki, dem Rundfunkorchester Athen, dem Griechischen Ensemble Zeitgenössischer Musik, dem Ensemble der Hochschule der Künste Bern und dem Deutsch-Polnischen Ensemble in Schloss Trebnitz unter Schirmherrschaft des Deutschen Musikrates, geleitet.
Er hatte die musikalische und szenische Leitung in Produktionen mit Werken von Mauricio Kagel, Kurt Schwitters, John Cage und Jani Christou.
Er war verantwortlich für die musikalische Einstudierung wichtiger Werke des neuen Musiktheaters, darunter Kompositionen von Salvatore Sciarrino, Sir Peter Maxwell Davies, Hans Zender, Wolfgang Rihm, Aulis Sallinen, Christian Jost, Reinhard Febel, Anno Schreier und Alois Bröder, David T. Little, Peter Eötvös. 

## Werke (Auswahl)
- Konzert für Klavier und Orchester (1994), Auftragswerk des Rundfunks Athen
- Kammerkonzert für Klavier und 12 Spieler (1995), Auftragswerk des Megaron Mousikis, Athen
- Sinfonie in einem Satz (1999)
- Musik für Violoncello und 7 Spieler (2000)
- 5 Griechische Tänze für Orchester (2000)
- 5 Lieder für Tenor und Klavier nach  Gedichten von Paul Celan (2002)
- 8 Etüden für Solovioline und Zuspiel-CD (2003)
- Trio für Violoncello, Flöte und Klavier (2004)
- Streichquartett (2006)
- "In Orientes Brand" für gemischten Chor a cappella nach einem Gedicht von Christian Filips (2006)
- "Erinnerung I" für 2 Klaviere (2007)
- "Erinnerung II" für Ensemble (2008)
- 2 Lieder für Bariton und Klavier nach Gedichten von Amal al-Jubouri (2008)
- Salve Regina für vierstimmigen Kinderchor (2009)
- 4 Lieder für Sopran und Klavier nach Gedichten von Kim Chi-ha (2010)
- 4 Lieder für Tenor, Klarinette und Streichquartett nach Gedichten von Dimitra Ch. Christodoulou (2012)
- 4 Lieder für Bass, Oboe, Klarinette, Violoncello und Kontrabass nach Gedichten von Dimitris Agrafiotis (2014)
- 3 Mexikanische Lieder für Countertenor und Cemballo nach Gedichten von Nezahualcoyotl und David Huerta (2018)
- Das Testament des Don Quijote für Bass, Bariton und Cembalo/Klavier (2020) nah Gedichten von Francisco de Quevedo, Erich Fried, Kostas Karyotakis und einem Abschnitt aus Miguel de Cervantes’ Roman: Don Quijote

## Diskographie
- 8 Etüden für Solovioline und Zuspiel-CD (2004, Violine: Costas Anastasopoulos)